# Wang Chao
Wang Chao (en chino, 王超 Nankín, 21 de enero de 1964) es un director de cine y guionista chino, considerado parte de la denominada "sexta generación".

## Biografía
Wang comenzó su carrera como ayudante de dirección de Chen Kaige, en los largometrajes Adiós a mi concubina y El emperador y el asesino. 
Al mismo tiempo, empezó a escribir guiones para cortometrajes y novelas, una de las cuales serviría para crear la base del largometraje de debut de Wang, El huérfano de Anyang, la que sería la primera de la trilogía basadas en la China moderna. Completan esta trilogía Día y noche (2004) y Luxury Car (2006), película con la que ganaría el Premio de Un Certain Regard en el Festival Internacional de Cine de Cannes de 2006.
Su película Fantasía de 2014 fue seleccionada para competir en la sección Un Certain Regard del Festival de Cannes.

## Filmografía
- El huérfano de Anyang (安阳的孤儿) (2001)
- Día y noche (日日夜夜) (2004)
- Luxury Car (江城夏日) (2006)
- Memory of Love (重来) (2009)
- Fantasía (重来) (2014)
- Looking for Rohmer (2018)

## Premios y distinciones
Festival Internacional de Cine de Cannes
| Año  | Categoría                | Película   | Resultado |
| ---- | ------------------------ | ---------- | --------- |
| 2006 | Premio Un certain regard | Luxury Car | Ganador   |